# Жупанија Тимиш
Жупанија Тимиш (рум. Judeţul Timiș — Округ Тамиш, мађ. Temes megye) је округ у румунском делу историјске покрајине Банат. Седиште Тимишког округа је град Темишвар.
Тимишка жупанија је део еврорегије Дунав-Караш-Муреш-Тиса.

## Порекло назива
Тимишки округ дугује име реци Тамиш (рум. Timiș), која већим делом протиче кроз њега.

## Границе
На западу се округ граничи са Србијом, односно Војводином, на северу се граничи са Мађарском и Арадским округом, источно је округ Хунедоара, а јужно округ Караш-Северин.

## Природни услови
Тимишки округ заузима крајњи југоисточни део Панонске низије и његов побрдски обод. Површина округа је 8.697 km² (3,6 % површине државе) и то је по површини највећи округ у Румунији. На западу је земљиште равничарско, у средини брежуљкасто, док на истоку прелази у крајње планинско (Карпати). Најнижа тачка округа је на југозападу (испод 100 m надморске висине), док се на крајњем истоку земљиште издиже и преко 500 метара.
У складу са тим смењују се и подручја биљног и животињског света: од ораница на западу, преко зоне воћњака и винограда у средини до ливада, шума и пашњака на истоку.
Клима је умерена-континентална са великим бројем сунчаних дана.
Речни систем се углавном базира рекама Тамишу и Бегеју и њиховим мањим притокама. На крајњем северу река Мориш чини границу према Мађарској.

## Друштвени услови
По попису из 2006. године у Тимишком округу је живело 685.091 становник, односно густина је била 79,8 ст./km². Почетком 2013, Тимиш је имао популацију од 650,544 становника. Током последњих пола века број становника у округу се кретао на следећи начин:
| Година | Становништво округа |
| ------ | ------------------- |
| 1948.  | 588.936             |
| 1956.  | 568.881             |
| 1966.  | 607.596             |
| 1977.  | 696.884             |
| 1992.  | 700.033             |
| 2002.  | 677.926             |
| 2011.  | 683.540             |

По етничкој припадности становништво је претежно румунско, али на подручју округа живи и низ припадника народности.
| Етнички састав према попису из 2011.‍ | Етнички састав према попису из 2011.‍ | Етнички састав према попису из 2011.‍ | Етнички састав према попису из 2011.‍ | Етнички састав према попису из 2011.‍ |
| ------------------------------------ | ------------------------------------ | ------------------------------------ | ------------------------------------ | ------------------------------------ |
|                                      |                                      |                                      |                                      |                                      |
| Румуни                               | Румуни                               |                                      | 550.836                              | 80,59%                               |
| Мађари                               | Мађари                               |                                      | 35.295                               | 5,16%                                |
| Роми                                 | Роми                                 |                                      | 14.525                               | 2,21%                                |
| Срби                                 | Срби                                 |                                      | 10.102                               | 1,48%                                |
| Немци                                | Немци                                |                                      | 8.504                                | 1,24%                                |
| Украјинци                            | Украјинци                            |                                      | 5.950                                | 0,87%                                |
| Бугари                               | Бугари                               |                                      | 4.478                                | 0,66%                                |
| Словаци                              | Словаци                              |                                      | 1.424                                | 0,21%                                |
| Италијани                            | Италијани                            |                                      | 341                                  | 0,05%                                |
| Остали                               | Остали                               |                                      | 2.695                                | 0,39%                                |
| Непознато                            | Непознато                            |                                      | 49.390                               | 7,23%                                |

## Привреда
Тимишки округ је један од округа са најбржим привредним растом у Румунији. Разлоге овоме треба тражити у томе што је округ од свих округа у држави најзападнији и, самим тим, најближи остатку Европске уније, а поред тога округ, као део некадашње Аустроугарске, има и богату заоставштину на овом пољу.
Округ има посебно значајну и дугу индустријску традицију. Најразвијеније привредне индустријске гране су:
- Машинска индустрија
- Прехрамбена индустрија
- Хемијска индустрија
- Текстилна индустрија
- Електронска индустрија
- Дрвопрерађивачка индустрија

Туризам је све важнија привредна делатност и нагло се развија. Најважније одредиште је стари град Темишвар, а остала важна места су: бања Бузјаш, замци Банлок и Карањ и област Фађет са очуваном природом. Развија се и риболовни туризам на свим водотоцима.

## Управна подела и насеља
Тимишки округ има:
- 2 града:
  - Темишвар (рум. Timișoara) — 305.977 становника.
  - Лугож (рум. Lugoj) — 46.189 становника.
- 8 вароши:
  - Велики Семиклуш (рум. Sânnicolau Mare) — 13.298 становника.
  - Жомбољ (рум. Jimbolia) — 11.605 становника.
  - Рекаш (рум. Recaş) — 8.188 становника.
  - Бузјаш (рум. Buziaș) — 7.738 становника.
  - Фађет (рум. Făget) — 7.356 становника.
  - Дета — 6.582 становника.
  - Гатаја (рум. Gătaia) — 6.101 становника.
  - Чаково (рум. Ciacova) — 4.939 становника.
- 85 сеоских општина, које се састоје од по неколико блиских села.

Због тога је број села у округу знатно већи. Од ових села треба споменути села са припадницима српске мањине у Румунији:
| - Варјаш - Велики Семпетар - Гад - Дежан - Дента - Дињаш - Ђир - Иванда - Кетфељ | - Кеча - Кнез - Краљевац - Лукаревац - Мали Бечкерек - Немет - Парац - Петрово Село - Рудна | - Саравола - Сока - Српски Семартон - Станчево - Толвадија - Улбеч - Фењ - Чанад - Ченеј |